# Molly Quinn
Molly Caitlyn Quinn, född 8 oktober 1993 i Texarkana i Texas, är en amerikansk skådespelerska. Quinn, som har medverkat i filmerna Familjetrippen och En julsaga, spelar rollen som Alexis Castle i TV-serien Castle.